# Лісне (Ямпільська селищна громада)
Лісне — село в Україні, у Ямпільській селищній громаді Шосткинського району Сумської області. Населення становить 11 осіб. До 2020 року орган місцевого самоврядування — Антонівська сільська рада.

## Географія
Село Лісне знаходиться на березі невеликої річки Ларионівка, яка через 3 км впадає в річку Івотка. На відстані 1 км розташоване село Скобичівське, через 2,5 км — село Антонівка.

## Історія
До 2016 року село носило назву Комінтерн.
12 червня 2020 року, відповідно до розпорядження Кабінету Міністрів України № 723-р «Про визначення адміністративних центрів та затвердження територій територіальних громад Сумської області», село увійшло до складу Ямпільської селищної громади.
19 липня 2020 року, в результаті адміністративно-територіальної реформи та ліквідації Ямпільського району, село увійшло до складу новоутвореного Шосткинського району.